# Debra Fischer
Debra Fischer – amerykańska astronomka i astrofizyczka, profesor astronomii na Uniwersytecie Yale. Zajmuje się głównie poszukiwaniem i charakterystyką planet pozasłonecznych.

## Życiorys
W 1975 otrzymała tytuł licencjacki (Bachelor of Science) na Uniwersytecie Iowa, a w 1992 tytuł magistra (Master of Science) na Uniwersytecie Stanowym w San Francisco. W 1998 otrzymała tytuł doktora w specjalności astrofizyka.
Po doktoryzowaniu się krótko pracowała na San Francisco State University, w latach 1999–2003 była zatrudniona na Uniwersytecie Kalifornijskim w Berkeley. W 2003 powróciła na Uniwersytet Stanowy w San Francisco i pracowała jako asystent, a od 2008 jako starszy wykładowca. Od 2009 pracuje jako profesor astronomii na Uniwersytecie Yale.
Poszukiwaniem planet pozasłonecznych zaczęła się zajmować w 1997, obserwując przesunięcia linii spektralnych w widmach gwiazd, spowodowane efektem Dopplera. Została członkiem wiodącego zespołu poszukiwaczy planet pozasłonecznych pod przewodnictwem Geoffreya Marcy’ego i R. Paula Butlera. Zespół ten odkrył kilkaset planet, w tym w 1999 pierwszy znany układ z kilkoma planetami krążącymi wokół gwiazdy ciągu głównego innej niż Słońce – υ Andromedae. W latach 2003–2008 Debra Fischer przewodniczyła międzynarodowemu zespołowi N2K Consortium, który zajmował się poszukiwaniem gorących jowiszów wokół gwiazd o dużej metaliczności.
Była także jednym z założycieli Planet Hunters – uruchomionego w 2010 obywatelskiego programu poszukiwania planet pozasłonecznych na podstawie danych przesłanych przez Kosmiczny Teleskop Keplera. Jest on częścią większego programu Zooniverse.
Fischer, wraz ze swoimi współpracownikami z Uniwersytetu Yale, zajmuje się konstruowaniem coraz bardziej precyzyjnych instrumentów do wykrywania planet pozasłonecznych (spektrometr CHIRON zainstalowany w Międzyamerykańskim Obserwatorium Cerro Tololo w 2012, EXPRES skonstruowany dla Discovery Channel Telescope). Jej zespół pracuje także nad nowatorskimi technikami kalibracji długości fali, które mają umożliwić wykrywanie planet wielkości Ziemi.
Fischer została członkiem, powołanej przez NASA w 2015, inicjatywy NExSS (Nexus for Exoplanet System Science), której celem jest poszukiwanie życia na planetach pozasłonecznych.
Jest współautorką ponad dwustu prac naukowych.

## Nagrody i wyróżnienia
W 2002 Fischer i jej zespół otrzymali nagrodę Carl Sagan Memorial Award.
W 2012 została członkiem prestiżowej Amerykańskiej Akademii Sztuk i Nauk.